# Liste d'œuvres majeures exposées au Louvre-Lens
Cet article liste des œuvres majeures qui ont été exposées temporairement au Louvre-Lens, l'antenne du musée du Louvre inaugurée le 4 décembre 2012. Le musée ne possède pas de collections propres, et les œuvres qu'il reçoit sont montrées dans des expositions temporaires ou semi-permanentes.

## Liste
| Illustration | Titre | Exposition                       | Artiste                                                                                         | Origine géographique            | Date                                 | Technique/matériaux                         | Dimensions                        | Numéro d'inventaire     | Mode d'acquisition Département                                                                          |
| ------------ | --- | -------------------------------- | ----------------------------------------------------------------------------------------------- | ------------------------------- | ------------------------------------ | ------------------------------------------- | --------------------------------- | ----------------------- | --- |
|              | La Liberté guidant le peuple                                                                                             | La Galerie du temps (2013)       | Eugène Delacroix                                                                                | France                          | vers 1830-1831                       | huile sur toile de 1930                     | H. 277 cm ; l. 342 cm             | RF 129                  | achat, 1831 ; département des peintures                                                                 |
|              | Louis-François Bertin (1766-1841), journaliste et écrivain politique,                                                    | La Galerie du temps              | Jean-Auguste-Dominique Ingres                                                                   | France                          | 1832                                 | huile sur toile                             | H. 152 cm ; l. 130 cm             | RF 1071                 | achat, 1897 ; département des peintures                                                                 |
|              | La Madeleine à la veilleuse,                                                                                             | La Galerie du temps              | Georges de La Tour                                                                              |                                 | vers 1640-1645                       | huile sur toile                             | H. 156 cm ; l. 122 cm             | RF 1949-11              | achat, 1949 ; département des peintures                                                                 |
|              | Relief représentant Mithra, dieu indo-iranien du Soleil, sacrifiant le taureau                                           | La Galerie du temps              | inconnu                                                                                         | Capitole, Rome, Italie          | vers 100-200 apr. J.-C.              | marbre                                      | H. 254 cm ; l. 275 cm ; ép. 80 cm | MR 818                  | collection Borghèse, achat, 1807 ; département des sculptures                                           |
|              | La Vierge et l'Enfant,                                                                                                   | La Galerie du temps              | Sandro Botticelli                                                                               | Italie                          | vers 1465-1470                       | huile sur bois                              | H. 92,5 cm ; l. 69,5 cm           | RF 2099                 | legs du baron B. de Schlichting, 1914 ; département des peintures                                       |
|              | Saint Sébastien, | La Galerie du temps              | Pietro di Cristoforo Vannucci, dit Le Pérugin                                                   | Italie                          | vers 1490-1500                       | huile sur bois                              | H. 176 cm ; l. 116 cm             | RF 957                  | achat, 1896 ; département des peintures                                                                 |
|              | Baldassare Castiglione (1478-1529), écrivain et diplomate,                                                               | La Galerie du temps              | Raffaello Santi ou Sanzio, dit Raphaël                                                          | Italie                          | vers 1514-1515                       | huile sur toile                             | H. 89 cm ; l. 67 cm               | INV 611                 | collection du roi de France Louis XIV ; département des peintures                                       |
|              | Le roi Ixion trompé par Junon, qu'il voulait séduire                                                                     | La Galerie du temps              | Pierre Paul Rubens                                                                              |                                 | vers 1615                            | huile sur toile                             | H. 215 cm : l. 285 cm             | RF 2121                 | legs du baron B. de Schlichting, 1914 ; département des peintures                                       |
|              | Paysage avec Orphée et Eurydice                                                                                          | La Galerie du temps              | Nicolas Poussin                                                                                 |                                 | vers 1650-1653                       | huile sur toile                             | H. 149 cm ; l. 225 cm             | INV 7307                | collection du roi de France Louis XIV (1643-1715) ; département des peintures                           |
|              | Lion au serpent | La Galerie du temps              | Antoine-Louis Barye (fondu par Honoré Gonton en 1835)                                           | France                          | 1832                                 | bronze                                      | H. 135 cm ; l. 178 cm ; pr. 96 cm | LP 1184                 | commande de l'État, 1836                                                                                |
|              | Le Printemps L'Été, | Le Temps à l'œuvre               | Giuseppe Arcimboldo                                                                             |                                 | 1573                                 | huile sur bois                              | H. 76 cm ; l. 63 cm               | INV 1964-30 INV 1964-31 | département des peintures                                                                               |
|              | Sainte Anne, la Vierge, et l'Enfant jouant sur un agneau,                                                                | Renaissance                      | Léonard de Vinci                                                                                | Florence, Milan, Rome et France | vers 1503-1519                       | bois (peuplier)                             | H. 168 cm ; l. 113 cm             | INV 776                 | acquis par François Ier en 1518 ; département des peintures                                             |
|              | La Tête de saint Jean-Baptiste                                                                                           | Renaissance                      | Andrea Solari                                                                                   | Milan ou France                 | 1507                                 | bois (peuplier)                             | H. 46 cm ; l. 43 cm               | MI 735                  | don d'Eugène Le Comte, 1868 ; département des peintures                                                 |
|              | La Mort Saint-Innocent,                                                                                                  | Renaissance                      | inconnu                                                                                         | Paris                           | vers 1520                            | statue, albâtre (parties refaites en plomb) | H. 120 cm ; l. 55 cm ; pr. 27 cm  | RF 2625                 | département des sculptures, provenant de l'ancien musée des monuments français, 1866                    |
|              | Apollon et le berger Daphni, longtemps dit Apollon et Marsyas                                                            | Renaissance                      | Le Pérugin                                                                                      |                                 | vers 1490-1500                       | bois                                        | H. 39 cm ; l. 29 cm               | RF 370                  | acquis en 1883 ; département des peintures                                                              |
|              | Arc de triomphe de Maximilien. Première édition,                                                                         | Renaissance                      | Albrecht Dürer, Hans Springklee, Wolf Traut, Albrecht Altdorfer, sur un projet de Jörg Kölderer | Nuremberg                       | 1517-1518                            | gravure sur bois                            | H. 341 cm ; l. 292 cm             | L 36 LR                 | département des Arts graphiques, collection Edmond de Rothschild, donation d'Edmond de Rothschild, 1935 |
|              | Vierge à l'Enfant entourée des saints Innocents,                                                                         | L'Europe de Rubens               | Pierre Paul Rubens                                                                              |                                 | vers 1618                            | huile sur bois transposée sur toile         | H. 138 cm ; l. 100 cm             | INV 1763                | département des peintures                                                                               |
|              | Marie de Médicis, | L'Europe de Rubens               | Frans Pourbus le Jeune                                                                          |                                 | 1610                                 | huile sur toile                             | H. 312 cm ; l. 185,5 cm           | INV 1710                | Paris, musée du Louvre, département des peintures                                                       |
|              | Charles Ier d'Angleterre, « Le roi à la chasse »,                                                                        | L'Europe de Rubens               | Antoine van Dyck                                                                                |                                 | avant 1638                           | huile sur toile                             | H. 266 cm ; l. 207 cm             | INV 1236                | département des Peintures                                                                               |
|              | La Bataille d'Issus, | L'Europe de Rubens               | Jan Brueghel l'Ancien                                                                           |                                 | 1602                                 | huile sur bois                              | H. 86,5 cm ; l. 135,5 cm          | INV 1094                | département des peintures                                                                               |
|              | Sarcophage des Époux | Les Étrusques et la Méditerranée | inconnu                                                                                         | Cerveteri                       | vers -520 av. J.-C.                  | Terracotta                                  | H. 11 cm ; l. 194 cm ; pr. 69 cm  | Cp 5194                 | département des Antiquités grecques, étrusques et romaines                                              |
|              | Sainte Françoise Romaine annonçant à Rome la fin de la peste,                                                            | Voir le sacré                    | Nicolas Poussin                                                                                 | Les Andelys, France             | vers 1567                            | Tableau, huile sur toile                    | H. 130 cm ; l. 101 cm             | RF 1999.1               | département des peintures                                                                               |
|              | La reine Tiy aux côtés du roi Aménophis III, fragment d'un couple royal dont il ne reste que la reine,                   | La Galerie du temps (2014)       | inconnu                                                                                         | Égypte                          | vers 1391-1353 avant J.-C.           | stéatite glaçurée                           | H. 29 cm ; l. 12 cm               | E 25493                 | collection Salt, 1826 : N 2312. Don de la Société des Amis du Louvre, 1962                              |
|              | Autoportrait avec un ami                                                                                                 | La Galerie du temps              | Raffaello Santi ou Sanzio, dit Raphaël                                                          | Italie                          | vers 1514-1515                       | huile sur toile                             | H. 99 cm ; l. 83 cm               | INV 614                 | entré dans les collections royales avant 1625                                                           |
|              | Ferdinand-Philippe, duc d'Orléans (1810-1842), fils ainé de Louis-Philippe (1773-1850), roi des Français de 1830 à 1848, | La Galerie du temps              | Jean-Auguste-Dominique Ingres                                                                   | France                          | 1832                                 | huile sur toile                             | H. 158 cm ; l. 122 cm             | RF 2005-13              | trésor national acquis par l'État pour le musée du Louvre grâce au mécénat du Groupe AXA, 2005          |
|              | Œdipe et le Sphinx, | La Galerie du temps              | Jean-Auguste-Dominique Ingres                                                                   | France                          | 1808, retouché pour le Salon de 1827 | huile sur toile                             | H. 189 cm ; l. 144 cm             | RF 218                  | legs de la comtesse Duchâtel, 1878                                                                      |
| 1.           | |                                  |                                                                                                 |                                 |                                      |                                             |                                   |                         | |